# Lena Raine
Lena Raine, également connue sous le nom de Lena Chappelle, née le 29 février 1984 à Seattle, est une compositrice et productrice américaine. Elle est principalement connue pour son travail sur les musiques des jeux Celeste et Guild Wars 2, mais a également composé et travaillé sur la musique de divers autres jeux vidéo, dont Minecraft, Deltarune et Chicory: A Colourful Tale.

## Biographie
Le père de Lena Raine était violoniste. Grâce à une communauté de fans de Sonic, elle est initiée à l'arrangement MIDI, en créant d'abord des versions MIDI de chansons qu'elle connaissait, puis en créant de la musique originale par la suite. Elle a ensuite fréquenté le Cornish College of the Arts en vue d'obtenir un diplôme en composition musicale.
Lena Raine est principalement connue pour son travail sur les bandes-sons de Celeste et Guild Wars 2 — bandes-sons de Guild Wars 2 sur lesquelles elle travaille chez ArenaNet pendant six ans. Elle est également responsable, avec Maclaine Diemer, de la composition de la musique de l'extension de Guild Wars 2 sortie en 2015 : Guild Wars 2: Heart of Thorns. Elle quitte finalement ArenaNet en 2016.
En 2018, Lena Raine sort une fiction interactive nommée ESC sur itch.io. Elle est la compositrice et développeuse du projet, alors que les visuels sont créés par Dataerase. En 2019, elle sort son premier album, Oneknowing. Elle compose également de la musique pour Minecraft au cours de l'année, créant quatre nouveaux morceaux de musique qui ont été inclus dans la mise à jour Nether Update en 2020. Son travail sur Minecraft fait de Lena Raine la seule musicienne à avoir contribué à la bande originale du jeu depuis C418, en 2011, jusqu'aux contributions de Kumi Tanioka en 2021. Enfin, elle a créé la bande originale du jeu Chicory: A Colourful Tale, sorti en juin 2021. Cette même année, elle a également collaboré avec Toby Fox pour la composition de certains morceaux de musique pour le second chapitre du jeu Deltarune.

## Vie privée
Elle est une femme transgenre. 

## Récompenses
Lena Raine a été nommée pour un BAFTA et a remporté le prix du jeu vidéo de l'année de la American Society of Composers, Authors and Publishers pour son travail sur Celeste en 2019,.

## Discographie

### Albums et chansons studio
| Année | Titre                | Remarques                 |
| ----- | -------------------- | ------------------------- |
| 2020  | Reknowing            | Album remix de Oneknowing |
| 2019  | Oneknowing           |                           |
| 2018  | Lullaby For Lancer   |                           |
| 2018  | A Day On The Road    |                           |
| 2017  | Chip Collection      | Compilation Chiptune      |
| 2016  | Acoustic Collection  | Compilation acoustique    |
| 2016  | Singularity          | EP                        |
| 2016  | Snowflight           |                           |
| 1999  | Changing of the Tide |                           |

### Bandes sonores
| Année | Titre                                 | Type      |
| ----- | ------------------------------------- | --------- |
| 2021  | Deltarune                             | Jeu vidéo |
| 2021  | Chicory: A Colorful Tale              | Jeu vidéo |
| 2020  | Minecraft                             | Jeu vidéo |
| 2019  | Steven Universe, le film              | Téléfilm  |
| 2019  | Celeste: Farewell Original Soundtrack | Jeu vidéo |
| 2018  | ESCISM: ESC Original Soundtrack       | Jeu vidéo |
| 2018  | Celeste - Madeline's Grab Bag         | Jeu vidéo |
| 2018  | Celeste                               | Jeu vidéo |
| 2016  | Hackmud                               | Jeu vidéo |
| 2016  | UPSHIFT                               | Jeu vidéo |
| 2016  | PANIC at Multiverse High!             | Jeu vidéo |
| 2015  | Guild Wars 2: Heart of Thorns         | Jeu vidéo |
| 2014  | Drad State                            | Jeu vidéo |
| 2013  | Music Madness                         | Jeu vidéo |